# Lucira
Lucira é uma vila e comuna angolana que se localiza na província de Namibe, pertencente ao município de Moçâmedes.
Esta localidade está às margens da baía das Luciras (ou baía de Santa Marta), local importante para pesca marinha e para a prática de ecoturismo e turismo desportivo.